# Malereihandbuch des Senfkorngartens

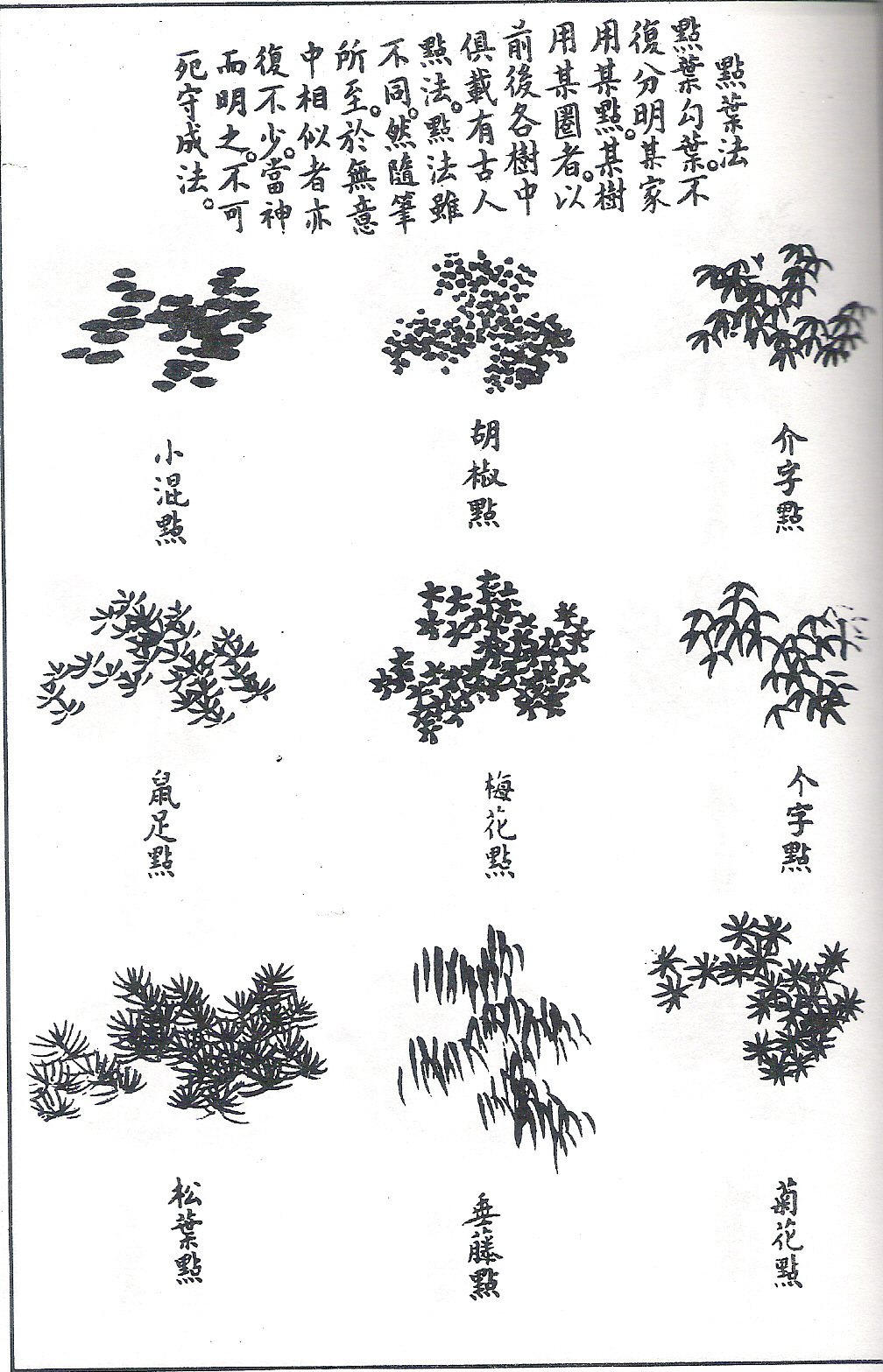
Neun Techniken, mit Punkten Blattwerk zu malen

Das Malereihandbuch des Senfkorngartens (chinesisch 芥子園畫傳 / 芥子园画传, Pinyin Jièzǐyuán huàzhuàn/Jieziyuan huazhuan, W.-G. Chieh tzu yüan hua chuan), auch 芥子園畫譜 / 芥子园画谱,  Jièzǐyuán huàpǔ/Jieziyuan huapu  ist ein historisches chinesisches Musterbuch über die Kunst der chinesischen Tuschemalerei. Das Werk gilt bis heute bei Künstlern und Studenten als unentbehrliches Grundlagenwerk.

## Geschichte
Das zuerst 1679 erschienene, von Wang Gai (王概) und Li Liufang (李流芳) kompilierte Werk wurde vielfach neu aufgelegt, und später von zwei auf fünf Bände erweitert.
Neben den bereits genannten Personen arbeiteten später auch Zhu Sheng, Wang Zhi und andere an dem Werk mit.
Das Werk ist nach dem Senfkorngarten des Li Yu (1611–1680) benannt, einem „senfkorngroßen“ Anwesen in Nanjing mit einem Buchladen und einer Druckerei, wo das Werk ursprünglich erschien.
Das Werk steht in einer Reihe mit solch wichtigen Malereihandbüchern wie dem Meihua xishenpu (梅花喜神譜) von Song Boren (Nan Song), Zhupu xianglu (竹譜詳録) von Li Yan (Yuan), dem Xuanhe huapu (宣和画谱) (Bei Song) und dem Shizhuzhai shuhuapu (十竹斎書画譜) von Hu Zhengyan (Ming-Dynastie).
Englische Übersetzungen besorgte Mai-mai Sze. Eine zweibändige, unvollständige deutsche Übersetzung erschien 1987. Sie ist für pädagogische Zwecke eingerichtet.

## Aufbau

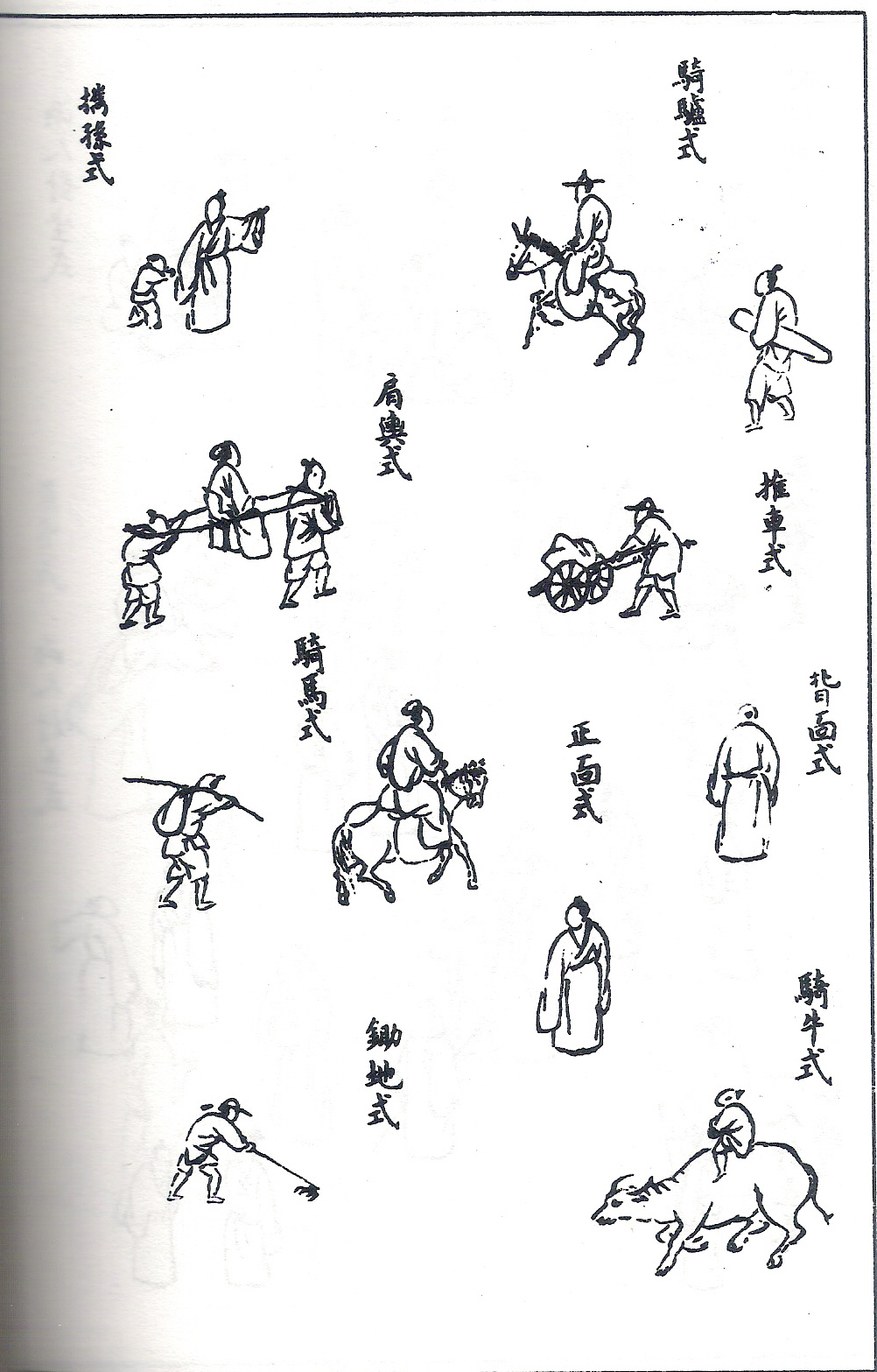
Muster, wie man Menschen zeichnet

- Band 1: Bäume, Landschaften („Berge und Steine“) (1679)
- Band 2: Orchideen, Bambus, Essigpflaumenblüte, Chrysanthemen (die „vier edlen Pflanzen“)
- Band 3: Insekten und Vögel, alle übrigen Pflanzen (1701)
- Band 4: Personendarstellungen (1818)

## Übersetzungen
- Roger Goepper: Blumen aus dem Senfkorngarten. Hirmer, München 1960 (Chieh-tzû-yüan hua chuan, deutsch, Auszug).
- Hans Daucher (Hrsg.): Der Senfkorngarten. Lehrbuch der chinesischen Malerei. Band 1. Maier, Ravensburg 1987, ISBN 3-473-48346-X.
- Hans Daucher (Hrsg.): Der Senfkorngarten : Lehrbuch der chinesischen Malerei. Band 2. Maier, Ravensburg 1987, ISBN 3-473-48347-8.
- Mai-mai Sze (Mai-mai Ssŭ): The Tao of Painting. A Study of the Ritual Disposition of Chinese Painting. With a Translation of the Chieh Tzŭ Yüan Hua Chuan or Mustard Seed Garden Manual of Painting 1679–1701 (= Bollingen Series 49, ZDB-ID 844375-0). Pantheon Books, New York NY 1956;
  - Band 1: The Tao of Painting. 1956;
  - Band 2: The Chieh Tzŭ Yüan Hua Chuan. 1956.
- Mai-mai Sze (Mai-mai Ssŭ) (Übersetzer and Hrsg.): The Mustard Seed Garden Manual of Painting. = Chieh tzŭ yüan hua chuan. 1679–1701. A Facsimile of the 1887–1888 Shanghai Edition. 8th printing. Princeton University Press, Princeton NJ 1992, ISBN 0-691-01819-7.